# 현대신학
현대신학(Contemporary theology, Modern Theology)이란 계몽주의의 영향으로 형성된 신학으로 주로 20세기 전후의 신학자들이 이성과 경험, 그리고 철학적 주장을 강조한 신학적 조류이다. 자유주의 신학과는 다른 개념이다.

## 신학방법
현대신학은 신조나 교회 체제나 성경과 관련하여 특정한 방법에 매이지 않고 시대적 정황속에서 다양한 방법을 사용하였다.

## 대표적인 신학적 흐름
대표적인 신학으로 자유주의 신학의 아버지 슐라이에르마허(Friedrich Schleiermacher)의 감정의 신학, 칼 바르트, 불트만 등이 주도하는 신정통주의와 기독교의 교부 신학과 고전적 신학을 바탕으로 하는 고전정통주의, 인간의 경험을 중시하는 해방신학, 여성신학, 흑인신학, 민중신학 등이 있다.

## 같이 보기
- 자유주의 신학
- 포스트모던 신학
- 카를 바르트
- 신정통주의
- 고전정통주의